# Deu ciutats estat de Xipre
Les Deu ciutats estat de Xipre eren unes ciutats gregues, grec-fenícies, o grec-eteoxipriotes que consten en una inscripció del rei assiri Assarhaddon de l'any 673 aC o 672 aC.
La llista de les deu ciutats estat, i el seu nom grec és aquesta:
- Pafos Πάφος (grega)
- Salamina Σαλαμίς (grega)
- Soli Σόλοι (grega)
- Cúrion Κούριον (grega)
- Quitroi Χῦτροι (grega)
- Cícion Κίτιον (grec-fenícia)
- Amathus Ἀμαθούς (grec-eteoxipriota)
- Idàlion Ἰδάλιον (grega)
- Ledra Λῆδραι (grega)
- Tàmasos Ταμασσός (grega)

Posteriorment se n'hi van afegir tres més:
- Cerinea Κερηνεία o Κηρύνεια (grega)
- Lapatos Λάπηθος (grega, grec-fenícia)
- Marion Μάριον (grega)